# سيبريانو كاسترو
خوسيه سيبريانو كاسترو رويز (بالإسبانية: Cipriano Castro) (12 أكتوبر 1858 – 4 ديسمبر 1924) هو عضو رفيع المستوى في القوات العسكرية الفنزويلية وسياسي ورئيس فنزويلا في الفترة الممتدة من عام 1899 إلى عام 1908. كان أول حاكم للبلاد من الأنديز، والأول من بين خمسة رجال من ذوي النفوذ العسكري من ولاية تاتشيرا الإنديزية والذي حكم البلاد على مدى السنوات الست والأربعين المقبلة.

## النشأة
سيبريانو كاسترو هو ابن خوسيه كارمن كاسترو وبيلاغيا رويز. وُلد في 12 أكتوبر 1858 في كاباتشو، تاتشيرا. كان والد كاسترو مزارعًا متوسط المستوى تلقى تعليمًا نموذجيًا للطبقة المتوسطة في تاتشيرا. كان لأسرته علاقات تجارية وعائلية كبيرة مع كولومبيا، ولا سيما مع كوكوتا وبويرتو سانتاندير. بعد دراسته في بلدته الأصلية ومدينة سان كريستوبال، واصل تعليمه في مدرسة للتعليم الديني في بامبلونا، كولومبيا (1872– 1873). ترك هذه الدراسات للعودة إلى سان كريستوبال، حيث عمل موظفًا في شركة تدعى فان ديسل وثيس وثيا. وعمل راعيًا للبقر في منطقة الأنديز.

### الخبرة العسكرية ومدخل إلى السياسة
في عام 1876 عارض كاسترو ترشح الجنرال فرانسيسكو ألفارادو لرئاسة ولاية تاتشيرا. وفي عام 1878 كان يعمل مديرًا لصحيفة إل ألبوم إبان مشاركته مع مجموعة من المطالبين بالاستقلال في الاستيلاء على سان كريستوبال عند رفضهم الخضوع لسلطة الرئيس الجديد للدولة.
في عام 1884، تورط كاسترو في خلاف مع كاهن الأبرشية، خوان رامون كارديناس في كاباتشو، الأمر الذي أدى إلى اعتقاله في سان كريستوبال. وبعد ستة أشهر فر ولجأ إلى كوكوتا، حيث كان يدير حانة. والتقى هناك بزوجته المقبلة، روزا زويلا مارتينيس، والتي عُرفت في ما بعد باسم دونا زويلا. في يونيو 1886، عاد إلى تاتشيرا جنديًا، ومرافقًا للجنرالات سيغوندو براتو وماكابيو مالدونادو وكارلوس رانغيل غاربيراس لإعادة رفع راية الحكم الذاتي مجددًا، الأمر الذي أثار هلع حاكم منطقة تاتشيرا، الجنرال اسبيريتو سانتو موراليس. هزم كاسترو صفوف القوات الحكومية في كاباتشو فييخو وروبيو. وبترقيته إلى رتبة جنرال، بدأ يبرز في السياسة الداخلية لولاية تاتشيرا. خلال دفن إيفريستو جيمز، وهو أحد رفاقه المقاتلين الذي لقي حتفه في قتال سابق، التقى كاسترو بخوان فيسنتي غوميز، والذي رافقه أثناء ارتقاءه للسلطة. دخل كاسترو عالم السياسة وأصبح حاكمًا لمقاطعة تاتشيرا إلا أنه نُفي إلى كولومبيا عندما أُطيح بالحكومة في كاراكاس في عام 1892. قضى كاسترو سبعة أعوام من حياته في كولومبيا، وجمع ثروة طائلة من تجارة المواشي غير القانونية وتجنيد جيش خاص.
بحشده لقدر كبير من دعم الفنزويليين الساخطين، تطور جيش كاسترو الذي كان في الماضي خاصًا ليصبح جيشا قوميًا قويًا، واستخدمه للزحف نحو كاراكاس في أكتوبر 1899 في حدث أُطلق عليه اسم الثورة الليبرالية التصالحية، واستولى آنذاك على السلطة، ونصّب نفسه قائدًا أعلى للقوات المسلحة.
ما إن تولى الرئاسة، دشّن كاسترو فترة من النهب والفوضى السياسية بعد توليه الرئاسة الشاغرة، عقب تعديل الدستور في عام 1904. وشغل منصب الرئاسة في الفترة الممتدة من عام 1899 إلى عام 1908، عيًن خلالها «عرّابه» خوان فيسنتي غوميز نائبًا للرئيس.
شهد حكم كاسترو عمليات تمرد متكررة، وقتل معارضيه أو نفيهم، ومعيشته المترفة، ومتاعبًا مع دول أخرى. وصفه وزير الخارجية الأمريكي إليهو روت بأنه «همجي مجنون» ووصفه المؤرخ إدوين لييووين بأنه «على الأرجح الأسوأ من بين حكام فنزويلا المستبدين». أثارت فترة حكمه الاستبدادي والمستهتر التي دامت تسعة أعوام العديد من التدخلات الأجنبية، بما في ذلك عمليات الحصار والقصف التي قامت بها الوحدات البحرية البريطانية والألمانية والإيطالية الساعية لإنفاذ مطالب مواطنيها ضد حكومة كاسترو.

## الأزمة الفنزويلية 1902– 1903
شهدت الأزمة الفنزويلية في الفترة الممتدة من عام 1902إلى عام 1903 حصارًا بحريًا فرضته كل من بريطانيا وألمانيا وإيطاليا على فنزويلا لأشهر عديدة وذلك لامتناع كاسترو عن سداد الديون الخارجية والأضرار التي لحقت بالمواطنين الأوروبيين جرَاء الحرب الأهلية الفنزويلية التي اندلعت مؤخرًا. اعتقد كاسترو أن مبدأ مونرو في الولايات المتحدة سيشهد تدخلًا من الولايات المتحدة للحيلولة دون التدخل العسكري الأوروبي، إلا أن حكومة الرئيس ثيودور روزفلت آنذاك لم تكن تنظر إلى المبدأ كتدخل في حد ذاته، وإنما متعلقًا بالاستيلاء الأوروبي على الأراضي. ومع الوعود المسبقة بعدم حدوث عمليات استيلاء، سمحت الولايات المتحدة بمضي الحصار قدمًا دون اعتراض. وسرعان ما تعطلت القوات البحرية الفنزويلية الضئيلة بفعل الحصار، إلا أن كاسترو رفض الاستسلام، ووافق بدلًا من ذلك مبدئيًا على تقديم بعض المطالبات إلى التحكيم الدولي، وهو الأمر الذي رفضه من قبل. اعترضت ألمانيا في بداية الأمر على ذلك، لا سيما أنها رأت أنه يتعين على فنزويلا القبول ببعض المطالبات دون تحكيم.
عندما كان رد فعل الصحافة العالمية سلبيًا فيما يتعلق بالحوادث التي وقعت بما في ذلك غرق سفينتين فنزويليتين وقصف الساحل، مارست الولايات المتحدة ضغوطًا على الأطراف من أجل الاستقرار، ووجهت الأنظار نحو أسطولها البحري القريب في بورتوريكو بقيادة الأدميرال جورج ديوي. مع إخفاق كاسترو بالتراجع وضغط روزفلت وردود الفعل السلبية المتزايدة من جانب الصحافة البريطانية والأميركية على هذه القضية، وافقت الدول المحاصِرة على التوصل إلى تسوية، إلا أنها أبقت على الحصار أثناء المفاوضات بشأن التفاصيل. أسفر عن ذلك توقيع اتفاق في واشنطن في 13 فبراير 1903 والذي شهد رفعًا للحصار، وتعهُّد فنزويلا ممثلة بالسفير الأميركي هربرت ولكوت بوين بنحو 30% من واجباتها الجمركية لتسوية المطالبات. عندما عاملت هيئة التحكيم السلطات المحاصرة بتفضيل ضد مطالبات الدول الأخرى، خشيت الولايات المتحدة أن يحفز ذلك التدخل الأوروبي مستقبلًا. وساهم هذا الحدث في تطوير لازمة روزفلت لمبدأ مونرو، وأكد على حق الولايات المتحدة في التدخل لغاية «إحلال الاستقرار» على الشؤون الاقتصادية للدول الصغيرة في منطقة البحر الكاريبي وأمريكا الوسطى في حال عدم تمكنها من سداد ديونها الدولية، ولمنع التدخل الأوروبي من القيام بذلك.

## الأزمة الهولندية الفنزويلية
في 11 مارس 1902، غادرت سفينة كونينغين ريغينتيس ميناء فليسنجن الهولندي، متجهةً إلى جزر الأنتيل الهولندية ردًا على تصاعد التوتر السياسي بين هولندا وفنزويلا لإجلاء يهود كوريو إلى كوراساو. توقفت الرحلة لتقديم المساعدة لضحايا ثوران بركان مونت بيليه في جزيرة مارتينيك الفرنسية. واصلت السفينة بعد ذلك رحلتها بالتعاون مع سفينة أوتريخت وفي 2 أبريل 1902 وصلت السفينتان إلى ميناء لا غوايرا الفنزويلي. فحصت القوات البحرية الفنزويلية السفن التجارية الهولندية والأنتيلية مرارًا قبل وصولها وكان وجود السفن الحربية الهولندية رادعًا ضد اتخاذ المزيد من التدابير.
في عام 1908، نشب صراع بين هولندا ونظام حكم الرئيس كاسترو لأسباب تتعلق بإيواء اللاجئين في كوراساو. وطردت فنزويلا السفير الهولندي، مما دفع هولندا لإرسال ثلاث سفن حربية: السفينة الحربية الساحلية ياكوب فان هيمسكيرك، والطرادتان المحميتان غيلدرلاند وفريلاند. وأصدرت السفن الحربية الهولندية أوامر باعتراض كل سفينة تبحر تحت الراية الفنزويلية.
في 12 ديسمبر 1908، استولت سفينة غيلدرلاند على زورق ألكسيس الحربي الفنزويلي قبالة ساحل بويرتو كابيلو. احتُجزت سفينتا غيلدرلاند ودي مايو في ميناء ويلمستاد. أدى تفوق الأسطول البحري الهولندي الساحق إلى فرض الهولنديين حصارًا على موانئ فنزويلا. وبعد أيام قلائل، توجه الجنرال كاسترو إلى برلين لإجراء عملية جراحية. أثناء غيابه، أطاحت انتفاضة في كاراكاس بنظامه منصبةً خوان فيسنتي غوميز رئيسًا فعليًا. أنهى ذلك الأمر الحرب مع هولندا بفعالية.